# Katyń (przystanek kolejowy)
Katyń (ros. Катынь) – przystanek kolejowy i posterunek odstępowy w dieriewni Stacja Katyń, 3 km od miejscowości Katyń, w rejonie smoleńskim, w obwodzie smoleńskim, w Rosji. Leży na linii Moskwa - Mińsk - Brześć - Warszawa.

## Historia
Stacja kolejowa Katyń powstała w XIX w. na drodze żelaznej moskiewsko-brzeskiej pomiędzy stacjami Smoleńsk a Gusino. Później zdegradowana do przystanku kolejowego i posterunku odstępowego.